# Olga Zubarry
Olga Zubiarriaín (Buenos Aires, 30 d'octubre de 1929-Buenos Aires, 15 de desembre de 2012), més coneguda com a Olga Zubarry o La Vasca, va ser una actriu argentina de cinema, teatre i televisió amb més de 80 aparicions en films entre 1943 i 1997, cobrint sis dècades del cinema argentí.

## Biografia
Va ser la menor de quatre germans i filla d'immigrants espanyols, de pare basc emigrat a Còrdova als 14 anys, on va conèixer a la mare de l'actriu, oriünda de Madrid. Al poc temps, la parella es va establir a Buenos Aires, ciutat en la qual ella naixeria en 1929. La seva germana major Josefína Zubarry més coneguda com a "Pepy", va aconseguir el seu rol d'actriu amb la Companyia de Florencio Parravicini en una revista del i la seva altra germana María Zubarry ho va fer al costat de Pepe Arias. Va començar la seva carrera als estudis Lumiton el 1943 a Safo, historia de una pasión, al costat de Mecha Ortiz i Roberto Escalada, dirigida per Carlos Hugo Christensen amb qui filmés diverses pel·lícules. En 1944 va actuar a La pequeña señora de Pérez amb Mirtha Legrand i Juan Carlos Thorry.
Va ascendir a la fama amb l'adaptació de la novel·la Frau Elsie de Arthur Schnitzler anomenada El ángel desnudo de 1946. S'atribueix a Zubarry haver protagonitzat el primer nu parcial al cinema argentí; d'acord amb la pròpia actriu, no obstant això:
| «              | ...aquest nu no va existir. En aquest moment no podia haver-hi un nu, primer perquè jo era menor. Quins judicis haurien hagut de suportar els productors, els amos de l'estudi! Jo tenia una malla color carn molt adherida endavant. I l'esquena maquillada perquè fos del mateix color que la malla. Va ser un regal. El llibre li ho havien ofert a Mirtha Legrand. I com va dir en un esmorzar al qual em va convidar: «Pensar que aquesta pel·lícula l'hauria d'haver fet jo». | » |
| — Olga Zubarry | |   |

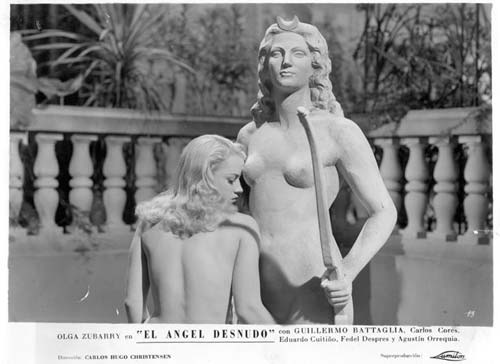
Fotografia promocional de la pel·lícula El ángel desnudo.

Per aquest treball va ser premiada com a «Revelació de l'any» per l'Associació de Cronistes Cinematogràfics.
| «                                                | El problema és que els de Lumiton volien pagar-me una misèria. En 1947, quan jo encara no havia complert 18 anys ―vaig néixer en 1929―, els meus pares van anar diverses vegades a parlar amb Guerrico. Es va arribar a un acord. Em pagarien mil pesos per pel·lícula fins que s'acabés el contracte. Haig de recordar-li que per a aquesta data, Zully Moreno i Mirtha Legrand rondaven els vint mil, i que el que em van fer va ser, de bo de bo, explotació pura. | » |
| — Olga Zubarry, entrevista del 9 de juny de 2012 | |   |

A Paraguai va filmar La sangre y la semilla.
A Veneçuela va filmar Yo quiero una mujer así, dirigida per Juan Carlos Thorry.
Zubarry es va retirar el 1997, als 68 anys d'edat, poc després d'esdevenir àvia. Acabava de guanyar un Premi Còndor de Plata com a actriu de repartiment en la pel·lícula Plaza de almas.
Va estar casada 46 anys amb Juan Carlos Gárate, president d'Argentina Sono Film. Tenia dues filles ―Mariana (que viu als Estats Units) i Valeria― i tres nets: Federico, Facundo, Lucía.
Des de 1983 va ser padrina de dues llars (Mis Alumnos Más Amigos), una ONG caritativa ubicada a Villa Ballester (al nord del Gran Buenos Aires), que treballa amb més de 50 nois del carrer, on viuen, estudien, es capaciten i tenen sortida laboral.
| «              | Cal saber retirar-se a temps. Jo no gaudiria ara... Ara convido als meus amics a prendre el te a casa, escolto molta ràdio, surto cada punt, rebo la visita de la meva filla Valeria tots els dies i recordo, recordo molt.. | » |
| — Olga Zubarry | |   |

El 30 d'octubre de 2012 (dia del seu aniversari) va ser internada en un sanatori privat de la ciutat de Buenos Aires,
per un complicat quadre de diabetis que sofria des de fa anys.
Va morir el 15 de desembre de 2012, als 83 anys.
A la ciutat de San Jorge (província de Santa Fe), un cine porta el seu nom.

## Premis[5]
Va rebre nombrosos premis nacionals i internacionals.

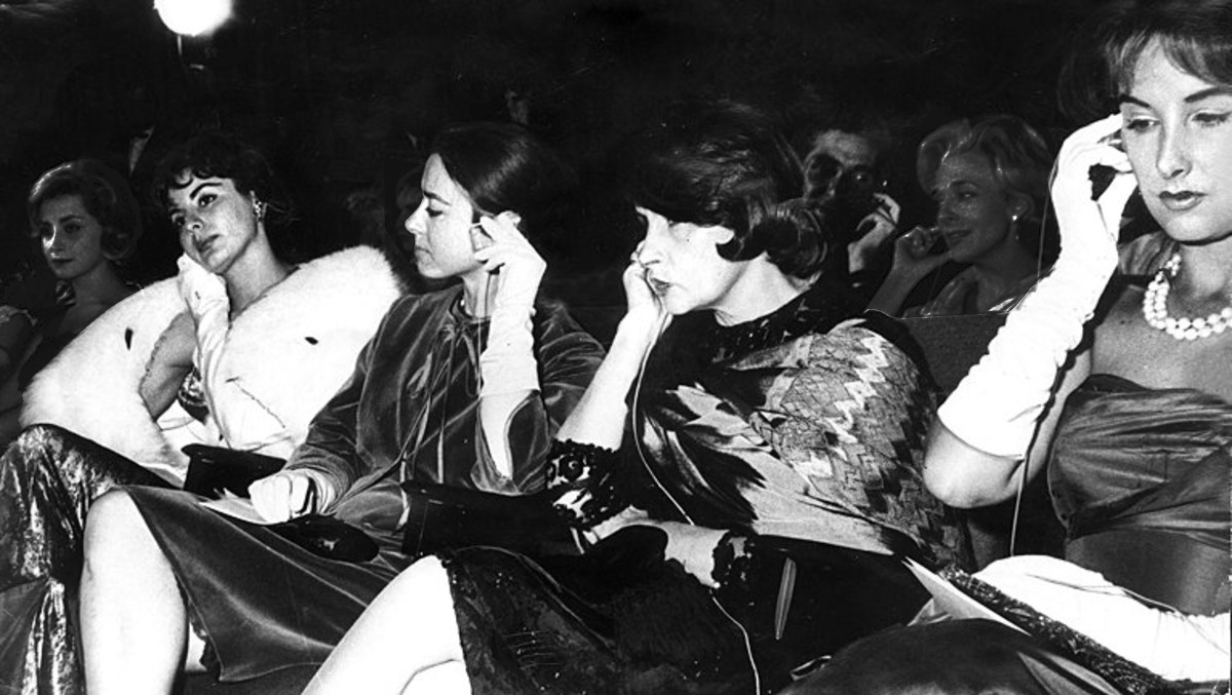
Fotografia de diverses actrius argentines premiades en el Festival Internacional de Cinema de Berlín (Alemanya) de 1961. D'esquerra a dreta: dona desconeguda, Isabel Sarli (amb tapat blanc), Olga Zubarry, Tita Merello, actriu desconeguda (darrere) i Mirtha Legrand. Publicada al diari Clarín (Buenos Aires), secció Espectaclrs, 16 de drdembre de 2012.

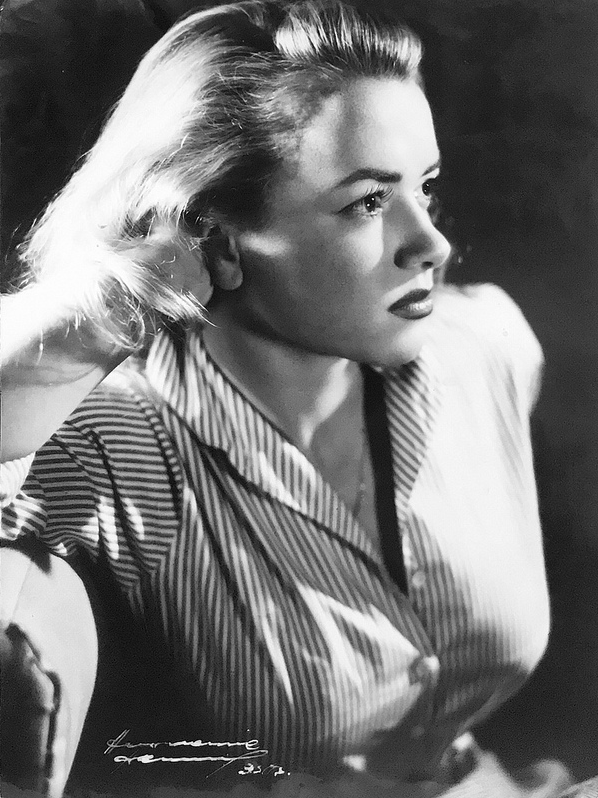
Olga Zubarry, c. 1950, per Annemarie Heinrich

- 1953: Premi de l'Associació Cronistes Cinematogràfics com a millor actriu principal per El vampiro negro.
- 1955: Premi de l'Associació Cronistes Cinematogràfics com a millor actriu principal per Marianela.
- 1961: Premi Hispanoamericà «Conquilla d'Or» del Festival Sant Sebastià per Hijo de hombre
- 1972: Premi APTRA com a millor actriu per Alta comedia
- 1983: Premi Santa Clara de Asís per El sillón de Rivadavia.
- 1988: Premi Protagonista per De fulanas y menganas.
- 1989: Premi Martín Fierro a la mejor actuación femenina, per De fulanas y menganas.
- 1991: Premi Konex a la millor actriu dramàtica de ràdio i televisió.
- 1994: Premi Podestá a la Trajectòria.
- 1997: Premi Cóndor de Plata a la millor actriu de repartiment per la pel·lícula Plaza de almas.
- 1998: Premi ACE a la millor actriu de l'any, per Plaza de almas.

## Treballs

### Cinema[13][11]
- 1943: Safo, historia de una pasión
- 1943: Dieciséis años
- 1944: La pequeña señora de Pérez.
- 1945: Las seis suegras de Barba Azul.
- 1946: El ángel desnudo, com Elsa Las Heras.
- 1946: No salgas esta noche.
- 1946: Adán y la serpiente.
- 1948: Los pulpos, com Mirtha.
- 1948: La muerte camina en la lluvia, com Lila Espinoza.
- 1949: Yo no elegí mi vida, com Alicia.
- 1950: Valentina, com Valentina González García.
- 1950: Abuso de confianza.
- 1951: Yo quiero una mujer así.
- 1951: El extraño caso del hombre y la bestia, com Lola.
- 1951: La comedia inmortal.
- 1951: ¡Qué hermanita!
- 1951: El honorable inquilino, com Ana María.
- 1952: El baldío.
- 1952: Ellos nos hicieron así.
- 1953: Mercado negro, com Laura.
- 1953: El vampiro negro, com Amalia/Rita.
- 1954: Sucedió en Buenos Aires, com Rosalía.
- 1954: Maleficio
- 1955: Concierto para una lágrima.
- 1955: La simuladora, com Marisa Rivera.
- 1955: Vida nocturna, com Susana, la 23.
- 1955: De noche también se duerme.
- 1955: Marianela, com Marianela.
- 1956: Pecadora.
- 1958: Los dioses ajenos.
- 1959: En la vía (inèdita).
- 1959: La sangre y la semilla.
- 1959: El candidato.
- 1960: Todo el año es Navidad, com Esther (segment "Una mujer").
- 1960: Las furias, com la amante.
- 1961: Hijo de hombre, dirigida por Lucas Demare, amb Francisco Rabal, basada en la novel·la d'Augusto Roa Bastos, Hijo de hombre.
- 1962: Misión 52 (inèdita).
- 1962: A hierro muere, amb Alberto de Mendoza, com Elisa
- 1964: Proceso a la conciencia o Proceso a la ley (inèdita).
- 1965: Los guerrilleros, com Isabel.
- 1965: Ahorro y préstamo... para el amor.
- 1968: Amor y un poco más (inèdita).
- 1968: Asalto a la ciudad, com la esposa de Nicolás
- 1969: Somos novios.
- 1969: Invasión, com Irene.
- 1970: El hombre del año.
- 1972: Mi hijo Ceferino Namuncurá.
- 1973: Si se calla el cantor.
- 1974: La Mary, com Claudia.
- 1974: Yo tengo fe.
- 1974: El encanto del amor prohibido o Sobre gustos y colores.
- 1975: El inquisidor de Lima o El inquisidor, com Amalia Sánchez Prado.
- 1975: Las procesadas, com Antonia.
- 1976: Los chicos crecen, com Susana Zapiola.
- 1977: La nueva cigarra.
- 1977: Crecer de golpe.
- 1978: Mi mujer no es mi señora, com la mare de María
- 1980: Desde el abismo.
- 1982: Los pasajeros del jardín, com Nélida.
- 1982: ¿Somos?, com la excéntrica.
- 1984: Los tigres de la memoria, com Beatriz.
- 1985: Contar hasta diez.
- 1985: Luna caliente, com Carmen Tennembaum
- 1986: En busca del brillante perdido.
- 1996: Luces de ayer (curtmetratge).
- 1997: El ángel y el escritor (curtmetratge).
- 1997: Plaza de almas.

### Televisió[11][5]
- 1970 aprox.: La comedia de la noche (cicle de televisió), amb l'actor Raúl Rossi, dirigida per María Herminia Avellaneda, a Canal 13.[5]
- 1971: Narciso Ibáñez Menta presenta: "Un hombre extraño" (pel·lícula de televisió, per Canall 9).
- 1971: Alta comedia, episodi "Todos eran mis hijos" (Canal 9).
- 1971: Alta comedia, episodi "Véndame su hijo" (Canal 9).
- 1971: Alta comedia, episodi "De carne somos" (Canal 9).
- 1972: Alta comedia, episodi "La sombra" (Canal 9).
- 1972: Alta comedia, episodi "com tú me deseas" (Canal 9).
- 1972: Estación Retiro (Canal 9), com Andrea Adalguía
- 1973: Alta comedia, episodi "Panorama desde el puente" (Canal 9), com Beatrice
- 1973: Alta comedia, episodi "Cuando estemos casados" (Canal 9), com María
- 1973: ¡Qué vida de locos! (Canal 9), com Inés
- 1974: Alta comedia, episodi "El mar profundo y azul" (Canal 9).
- 1974: Alta comedia, episodi "Pasión en Mallorca" (Canal 9).
- 1974: Alta comedia, episodi "La casa de los siete balcones" (Canal 9).
- 1974: Alta comedia, episodi "De Bécquer con amor" (Canal 9).
- 1974: Alta comedia, episodi "Cartas de amor" (Canal 9).
- 1974: Alta comedia, episodi "Alfonsina" (Canal 9).
- 1974: Teatro para sonreír (Canal 11).
- 1974: Narciso Ibáñez Serrador presenta a Narciso Ibáñez Menta, episodi "La zarpa" (Canal 11), com Teresa
- 1974: Narciso Ibáñez Serrador presenta a Narciso Ibáñez Menta, episodi "El regreso" (Canal 11), com Teresa
- 1975: Tu rebelde ternura, sèrie de televisió (Canal 13).
- 1976: Mi querido Luis, com: Alejandra (Canall 13).
- 1976: La posada del sol, sèrie de televisió (Canal 13).
- 1977: Aventura 77, minisèrie de televisió (Canal 13).
- 1978: Nuestro encuentro (Canal 9).
- 1979: El león y la rosa, sèrie de televisió (Canal 13), com Clara
- 1979: Propiedad horizontal, sèrie de televisió (Canal 9), com Mónica Dalton.
- 1980: Hombres en pugna, pel·lícula de televisió.
- 1981: Los especiales de ATC (Hombres en pugna" (ATC).
- 1981: Laura mía (ATC), com Caridad.
- 1982: Nosotros y los miedos, sèrie de televisió, episodi "Miedo a los jóvenes" (Canal 9), com Antonia.
- 1982: Nosotros y los miedos, episodi "Miedo a recomenzar" (Canal 9), com Virginia.
- 1982: Nosotros y los miedos, episodi "Miedo a la traición" (Canal 9), com Haydée.
- 1982: Nosotros y los miedos, episodi "Miedo a asumir las responsabilidades" (Canal 9), com farmacéutica.
- 1982: Nosotros y los miedos, episodi "Miedo a la violencia" (Canal 9), com Teresa.
- 1982: Nosotros y los miedos, episodi "Miedo a la desilusión " (Canal 9), com Berta.
- 1982: Nosotros y los miedos, episodi "Miedo a las culpas" (Canal 9), com Graciela.
- 1982: Nosotros y los miedos, episodi "Miedo al abandono" (Canal 9), com Raquel.
- 1982: Nosotros y los miedos, episodi "Miedo a equivocarse" (Canal 9), com Isabel.
- 1982: Nosotros y los miedos, episodi "Miedo a la injusticia" (Canal 9), com Margarita.
- 1982: Nosotros y los miedos, episodi "Miedo a compartir" (Canal 9), com Elia.
- 1982: Nosotros y los miedos, episodi "Miedo al régimen" (Canal 9), com Isabel.
- 1982: Nosotros y los miedos, episodi "Miedo a afrontar" (Canal 9). com Elena.
- 1982: Nosotros y los miedos, episodi "Miedo a los demás" (Canal 9), com Lidia.
- 1982: Nosotros y los miedos, episodi "Miedo al análisis" (Canal 9), com Berta.
- 1982: Nosotros y los miedos, episodi "Miedo a la infidelidad" (Canal 9), com Inés.
- 1982: Nosotros y los miedos, episodi "Miedo al mundo" (Canal 9), com Irene.
- 1982: Nosotros y los miedos, episodi "Miedo a cumplir con el deber" (Canal 9), com mare de Fernando.
- 1982: Nosotros y los miedos, episodi "Miedo a dar" (Canal 9), com Rosario.
- 1982: Nosotros y los miedos, episodi "Miedo a decidir" (Canal 9), com Aída.
- 1982: Nosotros y los miedos, episodi "Miedo a la paz" (Canal 9), com Inés.
- 1982: Nosotros y los miedos, episodi "Miedo a ver" (Canal 9), com Esther.
- 1982: Nosotros y los miedos, episodi "Miedo a reintegrarse" (Canal 9), com Aída.
- 1982: Nosotros y los miedos, episodi "Miedo al cáncer" (Canal 9), com Sonia.
- 1983: Nosotros y los miedos, episodi "Miedo a la vejez" (Canal 9), com Amanda.
- 1983: Nosotros y los miedos, episodi "Miedo a la mediocridad" (Canal 9), com María.
- 1983: Nosotros y los miedos, episodi "Miedo a la realidad" (Canal 9), com Nieves.
- 1983: Nosotros y los miedos, episodi "Miedo a denunciar" (Canal 9), com Irene.
- 1983: El sillón de Rivadavia (guanyadora del Premi Santa Clara de Asís en 1983).
- 1985: El puente de coral vivo (Canal 13).
- 1985: La única noche, sèrie de televisió (ATC).
- 1986: Navidad: variaciones sobre un mismo tema (ATC).
- 1986: Situación límite, episodi "Exámenes" (ATC).
- 1986: Soñar sin límite (ATC).
- 1987-1989: De fulanas y menganas (ATC).
- 1990-1991: Atreverse, sèrie de televisió (Telefé).
- 1991: Socorro, sobrinos (ATC).
- 1992: Amores
- 1992: El precio del poder (Canal 9).
- 1997: Hombre de mar (Canall 13)

### Teatre[11]
- 1945: Madame Trece

### Radioteatre[11]
- Tres almas de mujer (per LV6 Radio de Mendoza).